# Feeny
Feeny är en ort i Storbritannien.   Den ligger i riksdelen Nordirland, i den västra delen av landet, 600 km nordväst om huvudstaden London. Feeny ligger 138 meter över havet och antalet invånare är 542.
Terrängen runt Feeny är kuperad åt sydost, men åt nordväst är den platt. Runt Feeny är det ganska glesbefolkat, med 21 invånare per kvadratkilometer.  Trakten runt Feeny består i huvudsak av gräsmarker.